# 24-Stunden-Rennen von Daytona 1977

Skizze des Daytona International Speedway, das Rennen wurde auf dem kombinierten Oval- und Straßenkurs ausgetragen

Das zehnte 24-Stunden-Rennen von Daytona, auch 16th Annual 24 Hour of Daytona, Championship of Makes, Daytona International Speedway, fand am 5. und 6. Februar 1977 auf dem Daytona International Speedway statt und war der erste Wertungslauf der Sportwagen-Weltmeisterschaft dieses Jahres. Gleichzeitig war das Rennen der erste Lauf zur IMSA-GT- und GTU-Meisterschaft 1977.

## Das Rennen
Für den ersten Sportwagen-Weltmeisterschaftslauf der Saison gingen 73 Meldungen beim Veranstalter ein. Schlussendlich nahmen am Nachmittag des 5. Februar 57 Rennwagen der Klassen IMSA GTO, IMSA GTU, Gruppe 5 und Gruppe 6 das Rennen auf. Von der Pole-Position ging Jochen Mass ins Rennen. Der Deutsche erzielte im Training auf seinem Porsche 935 eine Zeit von 1:48,289 Minuten auf seiner schnellsten Runde.
Nach 24 Stunden Rennzeit wurden die US-Rennfahrer Hurley Haywood, John Graves und Dave Helmick als Sieger abgewunken.

## Ergebnisse

### Schlussklassement
| 1               | GTO      | 43 | Ecurie Escargot                   | Hurley Haywood John Graves Dave Helmick                | Porsche 911 Carrera RSR        | 681 |
| 2               | Gruppe 5 | 3  | Jolly Club                        | Carlo Facetti Martino Finotto Romeo Camathias          | Porsche 935                    | 679 |
| 3               | Gruppe 5 | 8  | Porsche Kremer Racing             | Reinhold Joest Bob Wollek Albrecht Krebs               | Porsche 935                    | 670 |
| 4               | GTO      | 30 | George Dyer Racing                | George Dyer Brad Frisselle                             | Porsche 911 Carrera RSR        | 663 |
| 5               | GTO      | 64 | Ramsey Ferrari Modena Sports Cars | Elliott Forbes-Robinson Paul Newman Milt Minter        | Ferrari 365 GTB/4 Competizione | 631 |
| 6               | GTO      | 48 | Autodyne                          | Luis Sereix John Carusso Emory Donaldson               | Chevrolet Corvette             | 628 |
| 7               | GTU      | 42 | Bob Hindson                       | Bob Hindson Frank Carney Dick Davenport                | Porsche 911 S                  | 624 |
| 8               | GTU      | 28 | Richard Weiss                     | Richard Weiss Bill Alsup Raymond Gage                  | Porsche 911 S                  | 596 |
| 9               | GTU      | 07 | Charles Mendez                    | Charles Mendez Dave Cowart Dave Panaccione             | Porsche 911 T                  | 591 |
| 10              | GTO      | 61 | Brumos Racing                     | Peter Gregg Jim Busby                                  | Porsche 934                    | 590 |
| 11              | GTU      | 11 | R & R Racing                      | Rusty Bond Ren Tilton John Thomas                      | Porsche 911 S                  | 586 |
| 12              | GTU      | 27 | SVD Automotive                    | Ray Mummery Jack Refenning Ralph Noseda                | Porsche 911 S                  | 581 |
| 13              | GTO      | 58 | Diego Febles Racing               | Diego Febles Mandy Gonzalez Hiram Cruz                 | Porsche 911 Carrera RSR        | 537 |
| 14              | GTO      | 73 | Howey Farms                       | Clark Howey David Crabtree Dale Koch                   | Chevrolet Corvette             | 515 |
| 15              | GTU      | 71 | The Foreign Exchange              | John Higgins Chip Mead Dave White                      | Porsche 911 S                  | 508 |
| 16              | GTO      | 6  | Levi's Team Highball              | Amos Johnson Dennis Shaw Steve Anderson                | AMC Gremlin                    | 506 |
| 17              | GTO      | 18 | Terry Wolters                     | Jack Swanson Terry Wolters                             | Chevrolet Camaro               | 484 |
| 18              | GTO      | 02 | Al Levenson                       | Al Levenson Dan Rice Guido Levetto                     | Chevrolet Corvette             | 475 |
| 19              | GTO      | 77 | Mancuso Chevrolet                 | Burt Greenwood Rick Mancuso John Cargill Dave Heinz    | Chevrolet Corvette             | 470 |
| 20              | GTU      | 10 | Race Car                          | Marion Speer Windle Turley Hal Sahlman                 | Porsche 911 S                  | 464 |
| 21              | GTU      | 33 | Ara Dube                          | Ara Dube Harro Zitza Joe Castellano                    | Porsche 911                    | 441 |
| 22              | GTO      | 50 | Tom Waugh                         | Tom Waugh John Rulon-Miller Bob Punch                  | AMC Hornet                     | 394 |
| 23              | GTO      | 72 | Bill Arnold Racing                | Bill Arnold Carl Thompson Billy Hagan                  | Chevrolet Corvette             | 378 |
| 24              | GTU      | 34 | Drolsom Racing                    | George Drolsom Bill Scott Tom Bagley                   | Porsche 911 S                  | 377 |
| 25              | GTO      | 47 | BMW North America                 | John Fitzpatrick Kenper Miller Paul Miller             | BMW 3.5 CSL                    | 368 |
| 26              | GTO      | 13 | University of Pittsburgh          | Bob Fryer Richard Bostyan Ed Lowther                   | AMC Javelin                    | 366 |
| 27              | GTO      | 9  | Bytzek Automotive Design          | Klaus Bytzek Harry Bytzek Rudy Bartling                | Porsche 911 Carrera RSR        | 343 |
| 28              | Gruppe 6 | 20 | Inaltera Motors                   | Jean Rondeau Jean-Pierre Beltoise                      | Inaltera LM                    | 366 |
| 29              | GTO      | 05 | Red Roof Inns, Inc.               | Jim Trueman Jerry Thompson Don Yenko                   | Chevrolet Monza                | 300 |
| 30              | GTO      | 66 | Ramsey Ferrari/Modena Sports Cars | Tony Adamowicz John Cannon Dick Barbour                | Ferrari 365 GTB/4 Competizione | 286 |
| 31              | GTO      | 66 | Clay Young                        | Gene Felton Buzz Cason James Reeve                     | Chevrolet Camaro               | 251 |
| 32              | GTO      | 70 | Michael Callas                    | Adrian Gang W. K. Gonzalez Tim Duke                    | Porsche 911 Carrera RSR        | 247 |
| 33              | GTO      | 14 | Holbert Racing                    | Al Holbert Michael Keyser Claude Ballot-Léna           | Chevrolet Monza                | 246 |
| 34              | GTO      | 38 | John Paul                         | John Paul John O’Steen Bob Hagestad                    | Porsche 911 Carrera RSR        | 217 |
| 35              | GTO      | 46 | Mauricio de Narváez               | Mauricio de Narváez Albert Naon John Freyre            | Porsche 911 Carrera RSR        | 199 |
| 36              | GTO      | 99 | Phil Currin                       | Phil Currin Rob Hoskins Peter Knab                     | Chevrolet Corvette             | 196 |
| 37              | GTO      | 39 | Wiley Doran                       | Wiley Doran Jim Barnett Charles Pelz                   | Chevrolet Corvette             | 191 |
| 38              | GTO      | 40 | Robert V. LaMay                   | Andre Sepelon Bob Lee Larry Parker                     | Ford Mustang                   | 180 |
| 39              | GTO      | 24 | Executive Industries              | Tom Frank Carl Shafer                                  | Porsche 911 Carrera RSR        | 178 |
| 40              | GTO      | 2  | BMW North America                 | David Hobbs Ronnie Peterson Sam Posey                  | BMW 320i Turbo                 | 177 |
| 41              | GTO      | 41 | Jones Ind. Racing                 | Herb Jones, Jr. Steve Faul                             | Chevrolet Camaro               | 154 |
| 42              | GTO      | 55 | Rick Thompkins                    | Rick Thompkins Dave Heinz Lamar Mann                   | Chevrolet Corvette             | 151 |
| 43              | GTO      | 49 | Fillingham Racing                 | Sam Fillingham Mike Williamson K. P. Jones             | Chevrolet Corvette             | 117 |
| 44              | GTO      | 84 | Lenton B. McGill                  | Russ Boykin Sam Henderson C. C. Canada                 | Chevrolet Camaro               | 106 |
| 45              | GTU      | 7  | Hallet Motor Racing Circuit       | Anatoly Arutunoff José Marina Brian Goellnicht         | Lancia Stratos HF              | 99  |
| 46              | GTO      | 78 | Babe's Garage                     | Babe Headley Sam Feinstein Skip Panzarella             | Chevrolet Corvette             | 85  |
| 47              | Gruppe 6 | 21 | Inaltera Motors                   | Christine Beckers Lella Lombardi                       | Inaltera LM                    | 78  |
| 48              | GTO      | 63 | Interscope Racing                 | Ted Field Jon Woodner Howdy Holmes                     | Porsche 911 Carrera RSR        | 72  |
| 49              | GTO      | 36 | Bill Boye                         | Bill Boye Jere Gillan                                  | AMC Gremlin                    | 60  |
| 50              | GTU      | 98 | Ralph Tolman                      | Ralph Tolman Mike Brockman Sam Sommers                 | Lotus Europa                   | 50  |
| 51              | GTO      | 80 | Carmon Solomone                   | Carm Solomone Fred Lang Buzz Fyhrie                    | Chevrolet Camaro               | 48  |
| 52              | GTU      | 51 | Kirby-Hitchcock Racing            | Robert Kirby John Hotchkis Dennis Aase                 | Porsche 914/6                  | 47  |
| 53              | Gruppe 6 | 00 | Interscope Racing                 | Danny Ongais George Follmer Ted Field                  | Porsche 911 Carrera RSR Turbo  | 35  |
| 54              | GTU      | 01 | Sports Ltd. Racing                | Bob Bergstrom Jim Cook                                 | Porsche 911 S                  | 29  |
| 55              | GTO      | 17 | Tim Chitwood                      | Vince Gimondo Tim Chitwood                             | Chevrolet Nova                 | 20  |
| 56              | GTU      | 03 | Bavarian Motors International     | Bruno Beilcke Alf Gebhardt                             | BMW 2002                       | 8   |
| Ausgefallen     |          |    |                                   |                                                        |                                |     |
| 57              | Gruppe 5 | 1  | Martini Racing Porsche System     | Jacky Ickx Jochen Mass                                 | Porsche 935                    | 452 |
| Nicht gestartet |          |    |                                   |                                                        |                                |     |
| 58              | GTO      | 04 | Bill Nelson                       | Dale Kreider Bob DeMarco                               | Pontiac Astre                  | 1   |
| 59              | GTO      | 65 | Ramsey Ferrari/Modena Sports Cars | Bobby Carradine John Morton Roy Woods                  | Ferrari 365 GTB/4 Competizione | 2   |
| 60              | GTO      | 79 | Michael Callas                    | Michael Callas Jerry Jolly Pierre Laffeach Peter Papke | Porsche 911 Carrera RSR        | 3   |

1 nicht gestartet
2 Unfall im Training
3 nicht gestartet

### Nur in der Meldeliste
Hier finden sich Teams, Fahrer und Fahrzeuge, die ursprünglich für das Rennen gemeldet waren, aber aus den unterschiedlichsten Gründen daran nicht teilnahmen.
| Pos. | Klasse   | Nr. | Team                 | Fahrer                                           | Chassis                 |
| ---- | -------- | --- | -------------------- | ------------------------------------------------ | ----------------------- |
| 61   | GTO      | 4   | Carlos Moran         | Carlos Moran Enrique Molins („Jamsal“)           | Porsche 911 Carrera RSR |
| 62   | GTU      | 5   | Pedro Vazquez        | Pedro Vazquez Jorge DeCardenas Bertin Garcia     | Porsche 911 S           |
| 63   | GTO      | 12  | Bill Freeman Racing  | Bill Freeman Paul Newman Elliott Forbes-Robinson | Porsche 911 Carrera RSR |
| 64   | GTO      | 15  | Javier Garcia        | Javier Garcia                                    | Chevrolet Corvette      |
| 65   | GTU      | 19  | Paul Spruell         | Paul Spruell Gene Budd Walter Johnston           | Alfa Romeo Alfetta GT   |
| 66   | GTO      | 25  | Stephen E. Bond      | Stephen Bond Dale Kreider                        | Chevrolet Monza         |
| 67   | GTU      | 26  | Eleven Tenths Racing | Ernie Smith John Foshee Ren Brennan              | Alfa Romeo Alfetta GT   |
| 68   | Gruppe 5 | 54  | Turbo Systems        | David Sauers James Duke                          | Honda Civic             |
| 69   | GTU      | 57  | Team Loon Racing     | John Poulos Lee Wiese Jerry Walsh                | Ford Pinto              |
| 70   | GTU      | 62  | Alfred Cosentino     | Bill Bean John Kelly                             | Fiat X1/9               |
| 71   | GTO      | 70  | Don Haines           | Don Haines Bill McVey                            | Chevrolet Corvette      |
| 72   | GTU      | 87  | Porsche Racing       | Jim Cook                                         | Porsche 914/6           |
| 73   | GTU      | 91  | Joe Jones            | Steve Jones Pete Levine                          | Ford Pinto              |

### Klassensieger
| Klasse   | Fahrer         | Fahrer               | Fahrer          | Fahrzeug                | Platzierung im Gesamtklassement |
| -------- | -------------- | -------------------- | --------------- | ----------------------- | ------------------------------- |
| Gruppe 5 | Carlo Facetti  | Martino Finotto      | Romeo Camathias | Porsche 935             | Rang 2                          |
| Gruppe 6 | Jean Rondeau   | Jean-Pierre Beltoise |                 | Inaltera LM             | Rang 28                         |
| GTO      | Hurley Haywood | John Graves          | Dave Helmick    | Porsche 911 Carrera RSR | Gesamtsieg                      |
| GTU      | Bob Hindson    | Frank Carney         | Dick Davenport  | Porsche 911 S           | Rang 7                          |

### Renndaten
- Gemeldet: 73
- Gestartet: 57
- Gewertet: 24
- Rennklassen: 4
- Zuschauer: unbekannt
- Wetter am Renntag: warm und trocken
- Streckenlänge: 6,180 km
- Fahrzeit des Siegerteams: 24:02:06,174 Stunden
- Gesamtrunden des Siegerteams: 681
- Gesamtdistanz des Siegerteams: 4208,499 km
- Siegerschnitt: 175,098 km/h
- Pole Position: Jochen Mass – Porsche 935 (#1) – 1:48,289 = 205,446 km/h
- Schnellste Rennrunde: Jacky Ickx – Porsche 935 (#1) – 1:52,004 = 198,632 km/h
- Rennserie: 1. Lauf zur Sportwagen-Weltmeisterschaft 1977
- Rennserie: 1. Lauf zur IMSA-GT-Serie 1977